# Xuxa, el documental
Xuxa, o Documentário es una serie documental con cinco episodios sobre la trayectoria de vida y carrera de la presentadora de televisión brasileña Xuxa Meneghel.
Coproducida por Conversa.doc (núcleo de documentales del equipo de Conversa com Bial) y Endemol Shine Brasil, la serie tiene dirección general de Pedro Bial y guion de Camila Appel.
La serie se estrenó el 13 de julio de 2023 en la plataforma de streaming Globoplay, con un episodio lanzado semanalmente.

## Producción

### Antecedentes
El 26 de enero de 2021, Xuxa habló sobre sus nuevos proyectos en el programa "Encontro com Fátima Bernardes" y anunció que Globoplay iba a producir un documental sobre ella, aunque no dio detalles sobre el guion. "Tengo un proyecto para hacer un documental que saldrá en Globoplay junto con Endemol. Este documental tenía que tener la participación de Globoplay, porque son 29 años que he vivido aquí", dijo en esa ocasión.
En febrero de 2021, se informó en la prensa que Xuxa quería que Pedro Bial dirigiera el documental. Su acercamiento habría ocurrido el año anterior, cuando ella participó en "Conversa com Bial". En marzo de 2023, durante las grabaciones, Xuxa se reencontró con su antigua empresaria, Marlene Mattos, con quien no hablaba desde 2002.
Durante su participación en el programa "Saia Justa" del canal GNT, Xuxa contó que revisó "cosas que ni siquiera sabía que existían. Hicieron una investigación enorme, no sabía que había vivido todas esas cosas. Reviví todo eso, ¿sabes? Porque no solo removieron el baúl, sino que también abrieron cajitas que estaban cerradas por mucho tiempo", relató.

## Elenco
- Xuxa
- Angélica
- Andrea Veiga
- Aretuza Garibaldi
- Augustus Casa do Porto
- Boni
- Fatima Ali
- Junno Andrade
- Letícia Spiller
- Luiza Brunet
- Luciano Szafir
- Marlene Mattos
- Marcello Cavalcante
- Marcelo Ribeiro
- Magno Chaves
- Michael Sullivan
- Michelly X
- Natasha Pearce
- Paulo Massadas
- Patricia Anabel Guerrero
- Renato Aragão
- Reinaldo Waisman
- Rose Ganguzza
- Sasha Meneghel
- Sergio Mallandro
- Tatiana Maranhão
- Tizuka Yamasaki
- Thomas W. Lynch
- Viviane Senna

## Episodios
| Temporada | Episodios | Lanzado originalmente |
| --------- | --------- | --------------------- |
| 1         | 5         | 13 de julio de 2023   |

### 1.ª temporada (2023)
| Número del Episodio | Título                    | Dirigido por                 | Escrito por  | Fecha de emisión original | Sinopsis |
| ------------------- | ------------------------- | ---------------------------- | ------------ | ------------------------- | --- |
| 1                   | "Supernova"               | Cassia Dian & Monica Almeida | Camila Appel | 13 de julio de 2023       | Xuxa comienza su carrera como modelo y sale con el ídolo del fútbol Pelé, pero se convierte en el centro de atención como presentadora de televisión en la Rede Manchete. Su éxito con el público infantil llama la atención de la TV Globo.                    |
| 2                   | "O mundo aos seus pés"    | Cassia Dian & Monica Almeida | Camila Appel | 20 de julio de 2023       | Xuxa se reencuentra con el ex niño actor Marcelo Ribeiro y juntos hablan sobre la película Amor Estranho Amor. El éxito de Xuxa en el cine y la música la proyecta en toda América Latina, Europa y Estados Unidos.                                             |
| 3                   | "Amor, Morte. Vida, Fogo" | Cassia Dian & Monica Almeida | Camila Appel | 27 de julio de 2023       | Xuxa comienza a salir con el campeón de Fórmula 1, Ayrton Senna. Después de la trágica muerte del piloto, conoce al modelo y actor Luciano Szafir, con quien cumple su deseo de ser madre. Rememora el nacimiento de Sasha Meneghel y el incendio en Xuxa Park. |
| 4                   | Por Anunciar (TBA)        | Cassia Dian & Monica Almeida | Camila Appel | 3 de agosto de 2023       | (sinopsis aún no disponible) |
| 5                   | Por Anunciar (TBA)        | Cassia Dian & Monica Almeida | Camila Appel | 10 de agosto de 2023      | (sinopsis aún no disponible) |

## Lanzamiento

### Divulgación
En el 28 de octubre de 2022, fue divulgado el primer avance (teaser) de la serie. En junio de 2023, fue anunciado que el documental sería lanzado el 13 de julio de 2023. El tráiler oficial fue divulgado el 8 de julio de 2023. El primer episodio de la serie fue una de las producciones con mayor audiencia en Globoplay en la semana de su estreno, quedando en segundo lugar detrás de las telenovelas "Terra e Paixão" y "Vai na Fé".
Como forma de divulgación para el documental, TV Globo emitirá su primer episodio en la Tela Quente el día 31 de julio de 2023.

## Recepción de la crítica
Patrícia Kogut, del periódico O Globo, escribió que "además de avanzar en lo inédito, 'Xuxa o documentário' satisface lo que el espectador también quiere ver: la trayectoria que ya conoce y de la que no se cansa de recordar". Henrique Haddefinir, del sitio Omelete, escribiendo sobre el primer episodio, dijo que "Xuxa - El Documental comienza lleno de emoción, pero con una edición apresurada... la narrativa casi frenética del primer episodio funciona para hipnotizar al espectador, pero deja deseos en los detalles".